# 小西まりえ
小西 まりえ（こにし まりえ、1992年3月1日 - ）は、日本の元AV女優。クローネに所属していた。

## 略歴

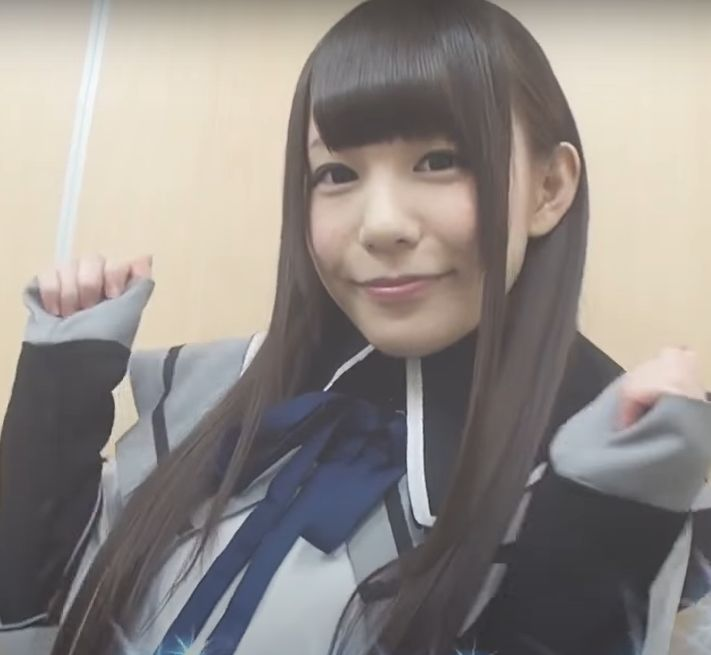
2017年3月撮影

2013年にAVデビューしたロリ系のAV女優。デビューのきっかけはスカウト。2013年6月にノンクレジットの作品でデビューし、約1か月後のJUMP作品で小西まりえの芸名でデビュー。デビューまではフリーターをしていた。
2014年7月、セガのゲーム『龍が如く』のキャラクター出演をかけたセクシー女優人気投票にエントリー。同年8月24日結果発表。『龍が如く0 誓いの場所』への出演権を逃した。順位・得票数未発表。
2015年11月30日のツイッター更新を機に、音信不通となる。詳細は不明なものの何らかのトラブルがあったことをファンタスタープロモーションアカウントが報告していた。
2016年よりイベントを中心に活動復帰。のちにAVへも復帰する。明確な引退宣言はなかったものの、2020年下半期ごろよりAV業界をフェードアウトした。

## 人物
趣味・特技:カラオケ、料理。2013年から2015年の間に約200本の作品に出演。2014年以降はもともと出たかったという、ハード作品を解禁した。緊縛などマゾプレイは高校のときに付き合ってた彼氏にDVを受けていて、耐性がついてたのだという
性格は小学生までは内向的で人と接するのが苦手というのがベースにあったが、中学に入るといい友達に恵まれ、そこでキャラクターを変え、過去の暗い部分を封印したという。

## 作品

### アダルトDVD

#### 2013年
- 映画館痴漢2（6月6日、ナチュラルハイ）他出演:初美沙希、板野有紀、沢田あいり 他
- 「私のパンツ見たでしょ!」偶然見えたクラスメイトのパンチラはまさかの勝負下着? 視界に飛び込む刺激的なパンチラ。勝手にドキドキしていたら、ガン見しているのがバレて、超キレられると思ったら、なぜか放課後にあえて自分から勝負下着を見せ感想を求めるクラスの女子。 どうやら彼氏ができて1年半以上経つのにセックスが一切ないらしく、彼氏をその気にさせるべく勝負下着を購入したとのこと。でも欲求不満がピークな女子は勝負下着の感想そっちのけで勃起したボクのチ○ポをフル活用!（6月6日、Hunter）他出演:堀内かえで、吉井みな、美緒みくる、日向めい 他
- 娘よ、俺の子供を産め! 近親相姦 大家族5姉妹に夜這い中出し4（6月20日、V&Rプロダクツ）共演:早乙女らぶ、有本紗世、大桃りさ 他
- 極ロリータ 新人♥藤間みう 144cm 独占ごっくんデビュー（6月28日、First Star）※「藤間みう」名義[要出典]
- 現場5時間遅刻!! 企画当日急遽変更!! マネージャー公認×汁男輪姦 ぶっかけゴックン!! 期待のロリータ新人 小西まりえ（6月30日、JUMP）
- スカートが捲れてパンツが見えている事に気が付かない天然ドジっ娘を感じさせろ! 3（7月2日、DOC）他出演:矢口理央、滝川かのん、長谷川しずく
- コーヒーショップの看板娘。 AV Debut! 高校卒業したてのロリ系美少女がAVデビューしちゃいました。（7月12日、TMA）
- 家族に内緒で実家の子ども部屋におじさん3人連れ込む地味っ子（7月18日、ナチュラルハイ）他出演:桜夏樹、綾瀬れん
- 公開羞恥体罰（7月18日、ROCKET）他出演:早乙女らぶ、新山かえで
- 未発達な身体にその気スイッチON! 個別指導塾開講!（7月18日、V&Rプロダクツ）他出演:早乙女らぶ、有本紗世、大桃りさ 他
- 完全ガチ交渉! 噂の、素人激カワ看板娘を狙え! vol.02 in大塚（7月19日、プレステージ）他出演:桜夏樹、小野寺のあ、篠田あさみ、園見しずか
- ロリ専科 制服幼●と性奴隷少女愛好家のSEX（8月2日、ロリ専科）
- 未体験 丸見え映像!! ～三人のツルンとパイパン女子校生～ 中谷美結 小西まりえ 小林るな（8月2日、太もも太郎）他出演:中谷美結、小林るな
- 真性ドM少女と東京で露出する（8月2日、足立工務店）
- 過激すぎるド素人娘 4時間スペシャル 7（8月9日、S級素人）他出演:松浦みつき、西川りおん、吉永あかね 他
- ロリ専科 キミだけに語りかけ! ロリっ娘20人! オマ●コぴちゃぴちゃ指入れ自画撮りオナニー4時間DX vol.07（8月16日、ロリオナ）他出演:中谷美結、水野さやか、原千草、本澤朋美、小林るな、小泉ミツキ、南梨央奈、浅之美波、瞳、綾瀬ルナ、鈴村みゆう、蒼乃ミク、木崎実花、加藤はるき、有本紗世、矢部ひまり、荒木まい、西園寺れお、天音こころ
- 青春スクールメモリーズ（8月22日、プレステージ）共演:乙葉ななせ、篠宮ゆり、鳴海すず、松井加奈、森山茜
- ママに頼まれたエッチなはじめてのおつかい（8月22日、V&Rプロダクツ）他出演:大桃りさ 他
- 妹野外調教 まりえ1○才（8月23日、I.B.WORKS）
- JK文化祭模擬店 ちら見せオナサポ喫茶 6（8月25日、アロマ企画）共演:葵こはる、有本紗世、長谷川しずく、荒木まい、蒼乃ミク、笹宮あずさ、穂刈みゆき
- 痴漢されても拒めない汗だく夏服娘を感じさせろ!!（9月5日、ナチュラルハイ）他出演:桐原さとみ、桜咲ひな、南梨央奈
- 林間学校逆輪姦（9月5日、V&Rプロダクツ）共演:初芽里奈、今井花菜、有本紗世
- 歳の差は30歳 性欲を我慢できずに親のチ●ポを求める少女たち…（9月6日、眠姦）他出演:有本紗世、荒木まい
- あにめっくす ある夏の日見た花の名前を僕らはまだ知らない。 Vol.2（9月6日、MAD MURDER）他出演:永瀬あき
- ゴローのひとりコスプレ例大祭1（9月13日、TMA）
- 誘惑ドキュメント ダメな僕が本気で誘惑されてみたい（9月13日、アロマ企画）他出演:藤北彩香、牧瀬ひかり、あずみ恋、滝川かのん
- 自転車の椅子に媚薬を塗られ通学路でも我慢できずサドルオナニーをするほど発情しまくる女子高生（9月19日、ナチュラルハイ）他出演:芹沢つむぎ、有本紗世
- いいなり優等生 パイパンの割れ目はヌレヌレだから…（9月20日、ドリームチケット）
- 秘宝 少女マニア倶楽部 淫行パイパン中出し まりえ（9月20日、秘宝）
- 肉壷（俺専用） 合唱部 まりえ（9月25日、ラマ）
- ○○生ポルノ パイパンロリータ中出し性感オイルマッサージ（9月27日、TMA）他出演:大桃りさ、琴音さら、雪野りこ
- 「ねぇ?あたしと一緒にチャットでいっぱ〜いHなことしよ♥」 制服美少女! ピチャピチャ潮吹きLIVEチャットオナニー 4時間DX vol.03（10月4日、VALEX）他出演:桜井あゆ、長谷川夏樹、相沢れおな、乙葉ななせ、君原歩
- ○学生の不登校・ひきこもり・非行を正す デカマラコーチスパルタスイミングスクール（10月24日、V&Rプロダクツ）他出演:有本紗世、初芽里奈 他
- 人権無視! 人格破壊! 少女極刑ザーメンレイプ大輪姦! 4時間（10月25日、First Star）他出演:君嶋千夏、大桃りさ、羽月希、つぼみ
- 泥酔して帰って来た姉を犯す弟の投稿映像 家庭内盗撮映像（11月1日、S-CRIME）他出演:長谷川夏樹、琴音さら
- 日焼けのロリィーちゃん 小西まりえ 148cm（無毛）（11月1日、ミニマム）
- 放課後に君とふたりで 女子校生レズ 第二章（11月13日、ナチュラルハイ）共演:有本紗世
- 現役女王様 快楽責め レズSM（11月19日、MEGAMI）共演:すみれ女王様
- 生まれて初めて経験するオヤジの濃厚テクで身体をねじりながら踊りイキ続ける敏感女子校生（11月21日、ナチュラルハイ）他出演:芹沢つむぎ 他
- 背の小さいロリ淫痴女のM男アナル超絶快楽調教!（11月25日、未来・フューチャー）
- JC援交 援助相手をSNSで見つける少女の処世術（11月30日、JUMP）
- ここあとまりえの200%ロリータ淫語。 小さい女の子をひとりじめ。 にゅるにゅるソープ編。（12月1日、ミニマム）共演:愛須心亜
- 鬼畜催眠 ヤリ放題中出しレイプ（12月13日、マルクス兄弟）
- 黒人お貸しします 刺激を求めるオンナ達に黒人のデンジャラスBOMがブチ込まれる!（12月13日、REAL）他出演:菜月アンナ 他
- スク水少女をねぶり尽くす（12月13日、ラマコス）
- 痴漢“痴女化”計画 感じてもイカセない寸止め痴漢でチ○ポを求めだす女子高生（12月19日、ナチュラルハイ）他出演:葵こはる 他
- 女子校生の指入れオナニー（12月27日、TMA）他出演:宮野瞳、朝比奈みくる、尾上若葉、篠宮ゆり、野宮さとみ、成海華音、乙葉ななせ、長谷川夏樹、川越ゆい

#### 2014年
- 本物中出し。子作り温泉旅行。まりえ148cm(無毛)（1月1日、ミニマム）
- 家庭教師になって、鍵っ娘と二人っきり。ママの居ぬ間に…同級生よりも早く覚えた精子の味、ゴックンいいなり変態セックス授業（1月23日、SODクリエイト）
- 狂乱木馬地獄 vol.1（2月13日、ベイビーエンターテイメント）他出演:上原亜衣、篠めぐみ、芹沢つむぎ、有本紗世、みやび真央、三井倉菜結
- 美少女マニア幼淫遊戯 黒髪美少女監禁調教二体目 ～小西まりえ（2月25日、ベイビーエンターテイメント）
- 205X年、性教育。光クラブ×ミニマム（3月1日、ミニマム）他出演:春日野結衣、大桃りさ、初芽里奈、湊莉久 他
- スローセルフイラマチオ② 自ら喉奥までチ○ポをくわえこみフェラ（3月19日、Fetish Box）他出演:川上ゆう、楓乃々花、浅見友紀
- スケベオヤジが待ち構える混浴温泉で、何も知らない地元の女子校生がバスタオル一枚で温泉レポート！ 見知らぬオヤジの勃起チ○ポに囲まれたら、初めての羞恥セックスを受け入れてしまうのか！？（3月20日、SODクリエイト）
- 震感調教 ～Vibrateアクメ～ 小西まりえ（4月1日、中嶋興業）
- 就活中のリクルートスーツの蒸れた脚で（4月5日、ジャパン）他出演:阿部乃みく、ほのかまゆ、有本紗世
- 羞恥放尿 人前で失禁＆お漏らし（4月13日、マルクス兄弟）他出演:あゆみ翼、宇佐美なな、永瀬里美、神波多一花、滝澤まい、塚田詩織、西川りおん、青井いちご、椎名ゆな
- 連続中出しセックス＆嘔吐イラマを欲しがるチンポ中毒になった変態少女 小西まりえ（4月13日、マルクス兄弟）
- ガチオナ ～自撮りでオナニー映像撮りました～（4月18日、セックスエージェント）他出演:西篠カレン、彩佳リリス、青葉ゆな、月本るい、辻井ゆう、渡辺美羽、山口二菜、前田由美、牧野まき
- 小西まりえと2人の関係（4月19日、レズれ！）共演:大槻ひびき、琥珀うた
- 肉壷堕ち＆(俺専用) 9人4時間総集編（4月25日、ラマ）他出演:湊莉久、篠宮ゆり、鈴村みゆう、藤嶋唯、朝比奈みくる、彩城ゆりな、板野有紀、生駒はるな
- 吸精鬼～Tale of a Sweet Vampire～（4月25日、アロマ企画）
- お日さまのいたずら。小さい子たちの日焼けあと。8時間スペシャル。（5月1日、ミニマム）他出演:富永苺、 雪野りこ、鶴田かな、初芽里奈、桃色さくら
- アナルはもう一つのマ○コだと教えられる。初めての生チ○ポ。まりえ 149cm(無毛)（5月1日、ミニマム）
- 女装美少年 屈辱達磨アクメ02 りく（5月1日、マザーズエンターテイメント）共演:りく、青山夏樹
- M性感 男の潮吹きマッサージサロン4（5月1日、妄想族）
- 潮吹き大洪水425連発 8時間（5月2日、グレイズ）他出演多数
- 泌尿器科のナースのお仕事 ～こんなオチ●チンで彼女や奥さん満足してますか?～（5月5日、ジャパン）共演:有本紗世、ほのかまゆ、阿部乃みく
- アナル拡張肛門クラッシュ 小西まりえ（5月13日、マルクス兄弟）
- 美少女仮面オーロラ 討伐編・電マ責め編・凌辱編・ふたなり編（5月23日、GIGA）
- 個人道場猥せつ術（5月23日、MAD）
- ボクのチ○ポ専用、ご奉仕メイド（5月25日、マルクス兄弟）共演:あゆみ翼、春日もな
- ビキニブリーフ焦らしで暴射したい②（6月5日、FUTURE）他出演:冴島かおり、楓乃々花、桜井あゆ
- 日焼け跡が残る小○生と夏休み校内乱交（6月13日、TMA） 共演:篠宮ゆり、葵こはる
- ケツ穴めくれ返り悶絶交尾!極太ブッ込みドテクリ肉ド拡張アクメ!ぬるぬるオメ肉超ナマ中出し!激ヤバ全盛り8時間（6月19日、CROSS）他出演:百合川さら、新井エリー、原千草、春日もな、水樹りさ、保坂えり、南のりか、成宮ルリ、美咲結衣、黒川ゆら、倉科つばめ、島崎りか
- 肛門診療所2 小西まりえ（6月19日、グローリークエスト）
- 日本の女性器大図鑑 私のオマ●コ見て下さい♥ 40人4時間DX vol.04（6月20日、グレイズ）他出演:愛須心亜、竹内真琴、夏海いく、桜井あゆ、乙葉ななせ、通野未帆、芦田知子、高秀朱里、桜ちずる、潮崎藍、青井いちご、南梨央奈、荒木まい、鈴村みゆう、琴音さら、紺野マリエ、比留間千沙、あゆみ翼、山口二菜、有本紗世、宮野瞳、橋本莉奈、本澤朋美、辻井ゆう、水野さやか、松岡セイラ、佐々木まお、荻原くるみ、さくらあきな、矢部ひまり 他
- 手淫生フェラチオ 亀頭舐めと竿手コキの2点責め（6月20日、セックスエージェント）他出演:中谷美結、鳴美れい、渡辺もも、冴島かおり、波瑠宮そら、小森かのん、結衣のぞみ
- 彼女が浮気できないように深すぎる気絶をさせた 小西まりえ（6月25日、ダスッ!）
- 白目アナル地獄 ～極寒限界露出～ 小西まりえ（7月1日、V(ヴィ)）
- 小悪魔JK 大胆パンチラコレクション Special 大人数挑発バージョン（7月1日、アロマ企画）共演:大槻ひびき、佳苗るか、夏目優希、大森玲菜、あゆみ翼、乙葉ななせ、武藤つぐみ※AV OPEN2014ミドル級エントリー作品
- ザ・中出し100人8時間 （7月4日、ケイ・エム・プロデュース）他出演:愛須心亜、椎名ゆな、尾上若葉、葵こはる、神波多一花、北条麻妃、武藤つぐみ、皆瀬ふう花、宮野瞳、上原亜衣、原千草、篠宮ゆり、篠田ゆう、宇佐美なな、板野有紀、川越ゆい、青井いちご、枢木みかん、さとう遥希、平山こずえ、木下若菜、有村千佳 他
- AV女優のお部屋に寝起き訪問!（7月4日、アクティブクリエイト）他出演:堤まほ、有本紗世、蒼すみれ
- 新足裏 生足とストッキングの足裏 Vol.2（7月5日、フリーダム）他出演多数
- 仮性包茎好きのイタズラ美少女 Vol.4 小西まりえ（7月5日、ジャネス）
- ○学生中出しソープ 危険日限定出勤 ○○○的中率100％ 完全保存版（7月10日、V＆Rプロダクツ）
- AV女優のお部屋に寝起き訪問!（7月11日、アクティブクリエイト）
- 「ねぇ?あたしと一緒にチャットでいっぱ～いHなことしよ◆」 制服美少女！ピチャピチャ潮吹きLIVEチャットオナニー18人!8時間superBEST（7月18日、GLAY'z)
- 私の前で愛しあいなさい 4時間12名全6話撮りおろしSP（7月19日、レズれ！）共演:大槻ひびき
- 148cmに満たないちっちゃな少女に生中出し 8時間（7月25日、TMA）他出演:愛須心亜、青井いちご、愛代さやか、今井ひろの、大桃りさ、萩原くるみ、河愛杏里、琴音さら、恋沢りお、小枝ゆづ希、沢田あいり、佐原留美、白砂ゆの、時田あいみ、初芽里奈、松下ひかり、三橋ひより、雪野りこ、鈴木鈴
- 色魔大戦 好色美少女組曲 小西まりえ（7月25日、 BabyEntertainment）
- 撮影会主催者N氏投稿作品 某地方都市で密かに行われている個人撮影会の実録映像 2（7月31日、Jump-av）他出演多数
- ネバネバスペルマ 20 小西まりえ（8月1日、映天）
- 快楽MAX 男の潮吹きオーガズム 4時間スペシャル（8月1日、妄想族）他出演:澤村レイコ、竹内紗里奈、栗林里莉、長谷川しずく、大槻ひびき、冴島かおり、稲川なつめ、有村千佳、HIKARI、Maria
- 人里離れたリゾート施設に宿泊していた日焼けがまぶしい修学旅行生たち。「完全無毛」（8月1日、ミニマム）共演:青井いちご、加賀美シュナ、愛須心亜 他 ※AV OPEN2014ヘビー級エントリー作品
- 山梨県○谷 田舎の混浴温泉で出会った地元のパイパン○学生たちは都会のデカチンに興味津々（8月7日、ディープス）共演:南梨央奈、有本紗世、臼井あいみ、篠宮ゆり
- AV女優が撮影現場に来たらいきなりSEX 即ハメ 生中出し（8月7日、グローリークエスト）他出演:桜井あゆ、西篠カレン、一之瀬すず
- 三穴責め続け中出し漬け 小西まりえ（8月8日、ワープエンタテインメント）
- 三つ編みロ●ータ少女 4時間（8月8日、 I.B.WORKS）他出演多数
- 総勢100名!女子校生 PREMIUM BEST 2枚組8時間（8月8日、TMA）他出演多数
- 100人のかわいいパイパンロ●ータ大全集 2枚組8時間（8月8日、TMA）他出演多数
- 思春期.comザ・ベスト8時間（8月10日、思春期.com）他出演:萌雨らめ、青井いちご、初芽里奈、篠宮ゆり、久保田愛梨、武藤つぐみ、早瀬ありす、鈴木鈴、土屋あさみ、加賀美シュナ、椿のぞみ、小司あん、日向千尋、松井みいな、臼井あいみ、相沢れおな、有本紗世
- 可愛い妹との内緒のカンケイ（8月13日、マルクス兄弟）共演:篠宮ゆり、青井いちご
- 149cmの恋 小柄なロリ美少女のSEX事情（8月13日、S-Cute）他出演:佳苗るか、愛須心亜、臼井あいみ、平子知歌
- ロリ専科 キミだけに語りかけ！ロリ校生20人！オマ●コぴちゃぴちゃ指入れ自画撮りオナニー4時間DX vol.10（8月15日、GLAY'z）他出演多数
- コスプレ萌えクイーン 2 小西まりえ（8月15日、未来）
- ザーメン生搾りフェラ 総集編 4時間（8月19日、妄想族）他出演:有村千佳、冴島かおり、水嶋あずみ、初美沙希、藤原ひとみ、佐伯春菜、真木今日子、横山みれい、星咲優菜、大槻ひびき、辺見麻衣、杏樹、相島奈央
- イラマチオ咽喉セックス50人4時間（8月19日、妄想族）他出演多数
- 癒らし。VOL.99（8月22日、アウダースジャパン）
- 挑発ディルドオナニー（8月25日、アロマ企画）他出演:千星はるか、水野葵、内村りな、日向小春、松岡セイラ
- 挑発JKパンスト学園 3 小西まりえ（8月25日、ジャネス）
- 背は低いのにEP【エロ・ポテンシャル】高い天然小悪魔（8月25日、M男パラダイス）他出演:有本紗世、辻井ゆう、小野麻里亜
- 激熱女達の、激熱カラミ集 8時間（9月5日、ドリームチケット）他出演:水樹りさ、春日もな、原千草、黒川ゆら、百合川さら
- 黒タイトスカートが似合う働くお姉さんのビッタリ密着した肉感的なお尻に着衣のまんまチ●ポ擦り＆ザー汁発射してもう着れないくらい汚しちゃいたい Part.2（9月5日、ワープエンタテインメント）
- Condom Girl 小西まりえ コンドームで美少女とエッチなことを♥（9月15日、ワニッチ）
- 本物女王様 レズSM ザ・ベスト（9月19日、MEGAMI）他出演:野宮あかり、十朱椿、森川ななせ、山田亜美、有本紗世、愛里女王様、すみれ女王様
- スローセルフイラマチオ SPECIAL ゆっくりねっとりと自ら喉奥までおしゃぶり（9月19日、Fetish Box）他出演:大槻ひびき、藤原ひとみ、星咲優菜、佐伯春菜、川上ゆう、楓乃々花、浅見友紀
- 顔面騎乗足コキ（9月19日、OFFICE K'S）
- JKぬるぬるオマンコディルドオナニー2（9月19日、虎堂）
- 露出×着エロ×羞恥（9月23日、INTEC Inc）
- 父娘痴漢 超満員電車で痴漢した女子校生がまさかの娘！しかし興奮が抑えられずそのまま痴漢して禁断の近親相姦痴漢してしまいました。2（9月25日、アパッチ）
- 放課後の教室でロリビッチたちに飼われる僕（9月25日、アマチュアインディーズ）共演:篠宮ゆり、有本紗世、加賀美シュナ
- 過激すぎるド素人娘8時間スペシャルBEST2（9月26日、S級素人）他出演多数
- 女子校生 お掃除クンニ（10月3日、OFFICE K'S）
- 女子校生の淫語オナニー4（10月3日、OFFICE K'S）
- JKうねるバイブぶっ刺し腰くねオナニー2（10月3日、OFFICE K'S）
- 素人レズナンパ VOL.3 ウブな素人娘の初めてのレズ体験（10月3日、OFFICE K'S）共演:有本紗世
- デパ地下店員、栄養士、美容師、介護士、整体師に18cmメガチ○ポを素股してもらったらこんなヤラしい事になりました。（10月9日、アイエナジー）
- 一週間限定!超カワイイ姪っ子6人と夢の同居生活!40手前にして彼女なし、未だ実家暮らし当然女っ気の無い地味な生活をしている私のもとに、離婚した姉が実家に帰ってきた!しかも、娘を6人連れて!!自分より一回り以上年齢が違う娘たちに翻弄される毎日!しかも、母と姉は家を一週間空けてしまい、6人の娘と私だけの生活に…。果たして一週間理性は持つのか…!2（10月9日、Hunter）共演:有本紗世 他
- 催眠緊縛女子校生（10月10日、REAL）
- ロリっ子20人デカチンコ舐め舐め（10月12日、ケー・トライブ）他出演:朝香涼、秋月めい、星川なつ、武藤つぐみ、荻原くるみ、堀内かえで、このは、愛音まひろ、藤井このみ、吉川いと、桃乃れんか、新垣とわ、青井いちご、彩城ゆりな、土屋あさみ、成宮ルリ、大島みなみ、琥珀うた、愛須心亜
- 小西まりえスーパーベスト4時間（10月13日、マルクス兄弟）
- 女子校生オマンコおっぴろげダンス 5（10月17日、OFFICE K'S）他出演:ましろあい、鳴美れい、芦名ユリア、阿部乃みく、桃原まみか
- ガン見淫語責め（10月17日、OFFICE K'S）
- 女子校生お漏らしトイレオナニー盗撮 VOL.11（10月17日、虎堂）
- お兄ちゃん!一生のお願い！私のアソコに指入れて!!と今にも泣き出しそうな顔をして僕に助けを求めてきた妹。部屋にある物をマ○コの中に入れてオナニーしていたら自分では取り出せなくなったらしく勇気を出して僕にお願い。2（10月23日、Hunter）
- ‘某有名雑誌’の働きたい企業ランキングで人気急上昇中!ウワサの絶好調企業には絶対に辞めたくならないヤバエロい福利厚生が存在している!（10月24日、SCOOP）
- 変態公衆便所タンツボ肉便器女 小西まりえ（11月6日、グローリークエスト）
- 「女の口は嘘をつく。」 雌女ANTHOLOGY ＃135 小西まりえ（11月7日、アウダースジャパン）
- 誘惑淫語 ノーパンおまんこ見せつけ手コキ（11月7日、OFFICE K'S）
- JKおまんこおっぴろげオナニー4（11月7日、OFFICE K'S）
- 素人娘 初めてのディルドオナニー Vol.8（11月7日、OFFICE K'S）
- 「長女・次女・三女・四女・五女・六女・母の性欲処理はボクの役割」7人連続セックスで精子からっぽ朝生活（11月8日、SODクリエイト）共演:通野未帆、仁美まどか、松下美雪、竹内真琴、一之瀬すず、桐島綾子
- ダーク系鬼畜餓鬼んちょ2（11月8日、ROCKET）共演:篠田あゆみ
- 本屋に参考書を買いに来た真面目でおとなしそうな女子校生に媚薬をたっぷり塗ったチ○ポで即ハメしたらアヘ顔で痙攣するほど感じてイキまくった ナチュラルハイVer.（11月8日、ナチュラルハイ）
- ヤリたい盛りの女子校生（11月14日、BAZOOKA）共演:葉月可恋、桜咲ひな、若菜みなみ、早瀬ありす、早坂愛梨
- 華麗なるパンストオナニー 3（11月15日、ジャネス）
- 聖水レズビアン Vol.4（11月21日、虎堂）共演:阿部乃みく
- JK密着マッサージ（11月21日、虎堂）
- 50人の集団乱交BEST 8時間（11月21日、TMA）他出演多数
- アブノーマルサスペクツ（11月26日、トラウマアート）共演:辻本りょう
- 街ゆく素人お姉さんに人助けのボランティアを手伝ってほしいと土下座し、協力してくれることになった女性に「実は童貞の筆おろしをお願いしたいんですけど…」と真実を告白。決死の土下座で頼み込んだら…（11月28日、SCOOP）
- 女戦闘員＆女幹部ふたなりハードレズアクメ洗脳（11月28日、GIGA）共演:桐原あずさ、水嶋あい
- イベント終わりのコスプレイヤーと中出し乱交（12月1日、ズッコン/バッコン）共演:吉永あかね、篠宮ゆり、吉川いと、阿部乃みく、長谷川しずく
- 究極の中出し近親相姦企画 最愛の息子に伝えたい… 妊娠させるための性教育8（12月6日、ディープス）共演:瞳りょう
- セックスが溶け込んでいる日常 学園生活で「常に性交」女子高生（12月6日、SODクリエイト）共演:白咲碧、有本紗世、倉科紗央莉、あゆみ翼、夏海花凛、水城亜優、白井まい
- 中出し専用肉便器（12月13日、MOODYZ）
- 催眠レイプ 4時間（12月13日、マルクス兄弟）他出演:神波多一花、椎名ゆな、愛須心亜、青井いちご、宇佐美なな、椎名まりな
- 射精（イッ）てもしゃぶり続けるフェラ好き娘 vol.10（12月19日、映天）
- 新 センズリ見てたら興奮しちゃった素人娘 VOL.14（12月19日、OFFICE K'S）
- 催眠にかかりやすい女性を徹底取材＆検証（12月21日、トラウマアート）共演:辻本りょう
- 全発射本物精子 ぶっかけ・精飲・アナル・2穴・中出し最高級性奴隷育成監獄（12月25日、ダスッ!）共演:上原亜衣、かすみ果穂、二宮沙樹、湊莉久、蓮実クレア、高梨あゆみ
- ダスッ!2014年全タイトル収録!鬼畜プレイ全部盛り8時間（12月25日、ダスッ!）他出演多数
- ラブアイブ!（12月26日、TMA）共演:篠宮ゆり、南梨央奈、愛須心亜、河西あみ、川村まや、乙葉ななせ、椎名みゆ、夏海いく
- 僕の彼女は貧乳パイパンM娘変態少女（12月26日、I.B.WORKS）
- 少女の道草 過疎化した田舎の集落で行われる少女野外わいせつ記録（12月26日、I.B.WORKS）

#### 2015年
- イチャイチャしてたらいっぱい攻められちゃったロリっ娘（1月1日、S-Cute）他出演:白咲碧、愛須心亜、本澤朋美、桃原まみか、鈴木心葉
- S-Cute ショートコレクション 2015（1月1日、S-Cute）他出演多数
- キミだけに語りかけ!ロリっ娘60人!オマ●コぴちゃぴちゃ指入れ自画撮りオナニー8時間 superBEST2（1月2日、グレイズ）他出演多数
- 不良ギャルVS優等生ロリ レズバトルロワイヤル学園（1月8日、GARCON）共演:桜井あゆ、春乃なな、小鳥遊はる
- 女子校生スクール中出し乱交～川辺で遊んだ夏の思い出～（1月9日、TMA）共演:成海うるみ、南梨央奈、篠宮ゆり、椎名みゆ
- 美少女咽奥奴隷生徒会（1月9日、ブイアンドアールプロデュース）共演:有本紗世、白井まい
- ボクと妹の秘密の近親エッチ 4時間DX（1月13日、マルクス兄弟）他出演:ももい理乃、宮野瞳、愛須心亜、青井いちご、あゆみ翼、長谷川夏樹、篠宮ゆり、塚田詩織
- 捕らわれ先でミニスカ美女に監視され続ける（1月13日、アロマ企画）他出演:椿かなり、夢実あくび、小川奈緒、桜井あゆ、広瀬奈々美
- ヒロインイメージファクトリー 美少女仮面オーロラ（1月16日、GIGA）
- 胸ぐら掴み怨恨バトル（1月18日、トラウマアート）共演:辻本りょう 他出演:有本紗世、石川結衣
- 媚薬2穴アクメトリップ! 小西まりえ（1月19日、エムズビデオグループ）
- 同性羞恥いじめに特化した革命AVドラマ6 RC学園1年C組 母娘いじめ授業参観（2月5日、ROCKET）共演:市来美保、戸部睦実、春日野結衣、木村つな
- パイパン角オナニー 2（2月13日、アロマ企画）他出演:南梨央奈 上原花恋、穂村りか、朝比奈みおり、檸檬.、雨宮つかさ
- 淫縛媚薬エクスタシー 小西まりえ（2月27日、ケイ・エム・プロデュース）
- アソコの神経を研ぎ澄ませ！きき大人のオモチャ！（4月23日、ATOM）共演:二宮ナナ、若菜みなみ
- 飛び散らしてあげる！男の潮吹き！！（4月25日、M男パラダイス）共演:すみれ、松すみれ、阿部乃みく、辻井ゆう
- 未発育ロリ専科 特殊レズ浴場 ④（5月13日、 MARX）共演: 白井まい、片瀬仁美、有本紗世、前田朋子 ※「まりえ」名義
- 中嶋興業 LINEUP CATALOGUE Vol.14（6月1日、中嶋興業）他出演:本庄優花、浅宮ゆうか、白咲美羽、綾瀬ゆい、星咲優菜、桜瀬奈、西川りおん、新山かえで、小湊菜々、北川エリカ、愛原ゆあ、有本紗世、夢咲かのん、佐伯かのん、穂村さやか、春日もな、篠田あさみ、宇佐美なな、橋本莉奈、あいかわ優衣、長田恵、辻本りょう、辻井ゆう、三井倉菜結、遠藤百音、吉田花
- 公衆トイレで勝手に早ヌキ選手権！紺野ひかる、紺野まこ、白咲碧、小西まりえが都内某駅ビルのトイレにやって来た一般男性を射精させるまで何分？（6月7日、お夜食カンパニー）共演:紺野ひかる、紺野まこ、白咲碧
- 家族連れで旅館に来たウブな少女に父母たちの目を盗んでワレメグチョ濡れ性感マッサージ（7月10日、V＆R PRODUCE）共演:白井まい、有本紗世、辻井ゆう
- 姪っ子がエロすぎて… 小西まりえ（7月19日、ドグマ）
- レズれ！祝 2周年記念「マブダチとレズれ！」ベスト 8時間スペシャル！（7月19日、レズれ！）共演:琥珀うた、大槻ひびき 他出演:波多野結衣、有村千佳、上原亜衣、矢沢りょう、浜崎真緒、保坂えり、神波多一花、Maika
- Best of 小西まりえ（8月1日、アウダースジャパン）
- カミングアウト 仕事ができるAVアイドルの本性。 小西まりえ（8月19日、ドグマ）
- 超ヴァーチャル！体験型フェラチオ 上映4時間（8月21日、SEX Agent）他出演:真野ゆりあ、琴音さら、桜井あゆ、愛須心亜、冴島かおり、 夏海いく、辻井ゆう、工藤美紗、涼風ことの
- レズ夜這いで狂いゆく姉妹愛と幼百合愛 嫉妬と愛欲に満ちたレズビアン三角関係（9月11日、V＆R PRODUCE）共演:彩城ゆりな、真木今日子
- 溶けるような温かい舌の感触、甘い淫音…。脳内アドレナリンが沸騰する極上フェラチオでイカせてあげるわ （9月13日、妄想族）他出演:小早川怜子、北川エリカ、北条麻妃、上原花恋、あずみ恋、栗林里莉
- サイキックキャットファイト（9月20日、トラウマアート）共演:みおり舞
- ●齢●●の小さな女の子たち。疑似無し本物中出しベスト。（10月1日、ミニマム）他出演:桃色さくら、大桃りさ、臼井あいみ、篠宮ゆり、一之瀬すず、愛須心亜、初芽里奈、南梨央奈、井上みづき
- 女子校生が最も受けたい授業 女王様が教える保健体育（10月5日、フリーダム）共演:青葉優香、宮森菜月、望月杏里、真島かおる、辻井ゆう、有本紗世、丸山れおな
- 抜きやすさバッチリ！！オナニー専用フェラチオメガMIX！！フェラチオマスター編！！（11月13日、ケイ・エム・プロデュース）他出演:阿利希キリア、京野ななか、柊かえで、伊藤ユリエ、高嶺宇海、桐谷あや、東尾真子、葵まりあ、七瀬あさ美、水原薫子、大石美咲、穂村さやか、若菜亜衣、本田美沙、篠めぐみ、加藤なつみ、有村千佳、早乙女らぶ、黒木真夕
- 恋文 ～第二章 密愛・百合女子校生 篠宮ゆり 小西まりえ（11月13日、V＆R PRODUCE）共演:篠宮ゆり
- 強制飲尿 2（11月20日、プールクラブ・エンタテインメント）他出演:小峰みこ、一色日和、篠田ゆう、舞島環、希咲あや
- 超一流の性感エステ系風俗のススメ（11月30日、ジャネス）他出演:矢沢りょう、真野ゆりあ、有村千佳、川上ゆう、北川エリカ 、夏目優希
- 美少女マニア幼淫遊戯 ～黒髪美少女監禁調教の全記録～（12月13日、BLACK BABY）他出演:千星はるか、鳴海すず、佳苗るか、川菜美鈴
- ぼっしぃ原作 ふた部！上巻（12月19日、ROOKIE）※「麻倉真央」役 共演:西条沙羅、辻井ゆう、阿部乃みく、蓮実クレア
- おしっこシャンプー（12月20日、レイディックス）他出演:玉城マイ、森乃ちはる、河西あみ、篠宮ゆり、綾瀬ことり
- 弟は世界一の絶倫早漏チ●ポ 3人の姉が弟デカチ●ポを奪い合うほどの中出しセックス中毒に…！かわいいくせに性欲強過ぎの弟は何度精子を出しても大量射精が止まらない！！（12月24日、ディープス）共演:星空もあ、星野ひびき
- 連鎖堕ち淫乱吸血鬼化 レズビアンヴァンパイア（12月24日、ROCKET）共演:蓮実クレア、松本メイ、春原未来
- 性欲処理専門 セックス外来医院 連続潮吹き処置科 若妻患者編 (12月24日、SENZ)共演: 彩城ゆりな、碧しの、桜木優希音、篠田ゆう、水野朝陽
- 鬼畜ロリ凌辱BEST 発育中の未成熟なカラダを犯す！（12月27日、MOODYZ）共演:あべみかこ、成宮ルリ、なつめ愛莉、桜井あゆ、さとう愛理、一之瀬すず、愛須心亜、湊莉久、葵こはる（えりか）
- 集団の中で起こった不可思議な出来事。（12月27日、ミニマム）共演:青井いちご、成宮梓、春日野結衣、有本紗世、大桃りさ、加賀美シュナ、南梨央奈、愛須心亜、篠宮ゆり、他
- 気持がいいのは前より後ろ。お尻の穴をトンネルのようにつなげてあげる。（12月27日、ミニマム）共演:：有本紗世、辻井ゆう

#### 2016年
- 人気AV女優プライベート映像流出！？撮影終了後のAV女優さんマジで口説いてお酒を飲まさせてさらにこっそり媚薬を仕込んでお持ち帰り！！そのままSEXまでさせてくれるのか！？【徹底検証】（1月16日、プレステージ）共演:大槻ひびき
- レズれ！厳選BEST8時間 二村ヒトシ監督10作品から特選エロシーン全てお見せします！（1月17日、レズれ！）共演:湊莉久、波多野結衣、上原亜衣、乙葉ななせ、南梨央奈、浜崎真緒、上原花恋、北川エリカ、有村千佳、神波多一花、他
- 足の神経を研ぎ澄ませ！ききストッキング！（1月21日、ATOM）共演:宮澤みほ、夏目優希、長谷川夏樹
- 監獄レズレイプ女学園（1月21日、ROCKET）共演:上原花恋、HIKARI、加納綾子
- おしりの穴 アナルが広がって気持ちいい…「お兄ちゃんの為なら何でも出来るよ…」いもうと まりえ（1月22日、ケイ・エム・プロデュース）
- 極寒野外で白目を剥くほどSMアナル地獄 神BEST（1月30日、ヴィ）共演:千星はるか
- 続・時間よ止まれ！総集編（2月12日、V＆R PRODUCE）共演:初美沙希、美泉咲、相葉レイカ、祐花凛、真木れい子、辻井ゆう、白井まい、三浦ひな、羽月希、他
- ぼっしぃ原作 ふた部！ 第2弾 下巻（2月14日、ROOKIE）共演:辻井ゆう、蓮実クレア、阿部乃みく、西条沙羅
- あの日の思い出 身長の小さな女の子 コレクション発表会 シーズン4 （下半期ベスト）（2月27日、ミニマム）共演:雪谷ちなみ、なごみ、森川涼花、一之瀬すず、佐々木久美、久我かのん、桜ゆい、陽木かれん、瀬古ここ、酒井紗也、他
- 無垢なお尻にはじめての挿入（3月2日、ワープエンタテインメント）共演:希内あんな、星川麻紀、三浦まい、飯塚マナ、進藤みく、ななみ、篠田彩音、松井加奈、ありさ
- じーっと見つめて淫語責め 4時間（3月9日、OFFICE K’S）共演:原千草、有本紗世、沙藤ユリ、夏目優希、木村つな、白咲碧、さくら悠、春日野結衣
- おいしそうなパイパンクンニBEST（3月10日、MOODYZ）共演:つぼみ、森川涼花、愛須心亜、丘咲エミリ、AIKA、大石美咲、三ツ星りぼん、あずみ恋、葵えり、まりか、他
- 体中で飲み干す！3穴ごっくん！中出し28発・アナル29発・ごっくん30発 vol.3（3月13日、エムズビデオグループ）共演:井上瞳、南梨央奈、篠田あゆみ、蓮実クレア、浜崎真緒、中島京子、夏目優希、間宮純、初美沙希、長谷川リホ、他
- 淫語手コキで脳内快楽中枢を刺激せよ！ Vol.4 4時間SP（3月14日、Fetish Box/妄想族）共演:川上ゆう（森野雫）、有村千佳、成海うるみ、広瀬奈々美（堀口奈津美）、小早川怜子、大槻ひびき、みづなれい（みずなれい）、上原花恋、夏目優希、他
- キミだけに語りかけ！ロリ！JK！アニコス！18人！オマ●コぴちゃぴちゃ指入れ自画撮りオナニー4時間SP vol.14（3月25日、グレイズ）共演:涼宮琴音、涼川絢音、愛須心亜、早乙女ゆい、中谷美結、夏海いく、芹沢つむぎ、柊木なな（葉山美空）、通野未帆、芦名ユリア
- ラブアイブ！セクシーアイドルフェスティバル 4時間（3月25日、TMA）共演:南梨央奈、篠宮ゆり、夏海いく、なつめ愛莉、河西あみ、乙葉ななせ、葵こはる（えりか）、愛須心亜、葉月可恋、他
- パイパン絶頂オナニスト、つるつるマ○コ丸見えオナニー（3月27日、Fetish Box/妄想族）共演:鈴原エミリ、上原花恋、松岡セイラ、琥珀うた、桐岡さつき、晴華れい
- S-Cute もっとラブラブエッチコレクション 8時間（3月27日、S-Cute）共演:春原未来、成海うるみ、竹内真琴、紺野ひかる、柚希あおい、夏芽ひなた、佐々木玲奈、愛須心亜、湊莉久、他
- ラブアンドロイド 執事のアダムとぼっちな私（4月1日、スターボード）共演:琴乃、由愛可奈 / 木下桂一
- 射精後の汚れたものを、極々自然にお掃除フェラ～オチ○ポが愛おし過ぎて、うっかりお掃除してた女たち～（4月15日、SEX Agent）共演:桜井あゆ、さとう愛理、千乃あずみ、北川エリカ、双葉ゆな、真野ゆりあ、武藤つぐみ、涼風ことの、愛須心亜
- 2015年ゴックン・中出し・アナルでヤリまくり！全作品・全シーン入り完全版BEST（4月16日、エムズビデオグループ）共演:水原さな、夏目優希、安野由美、みづなれい（みずなれい）、桜木優希音、篠田あゆみ、矢吹京子、裕木まゆ、有森涼（事原みゆ）、高梨あゆみ、他
- 尻穴徹底開発！！アナル責めまくり8時間（4月16日、ROCKET）共演:みづなれい（みずなれい）、白咲碧、水原さな、藤井凛、辻本りょう、前田陽菜、篠田ゆう、上原亜衣、琥珀うた、有本紗世
- 大槻ひびき レズれ！ プレミアムBEST5時間（4月17日、レズれ！）共演:大槻ひびき、碧しの（篠めぐみ）、Maika（MEW）、琥珀うた、朝桐光
- 美少女の肉ビラぷるぷる発情オナニー 4時間 VOL.2（4月24日、痴ロモン/妄想族）共演:乙葉ななせ、鈴原エミリ、成海うるみ、佳苗るか、友田彩也香、篠田ゆう、佐々木恋海（向井恋）、松岡セイラ、初美沙希
- おしりさんこんにちは。生まれて初めてのおしりベスト。（4月27日、ミニマム）共演:倉科紗央莉、なごみ、井上みづき、宮内栞、碧木凛、加賀美シュナ
- ぼっしぃ原作 ふた部！コンプリート4時間ベスト 特典映像付き！！（5月15日、ROOKIE）共演:辻井ゆう、蓮実クレア、阿部乃みく、西条沙羅
- 1対多！か弱い女を姦しまくる！輪姦の蟻地獄 発狂ぶっ壊し4時間vol.2（5月15日、エムズビデオグループ）共演:安野由美、卯水咲流、篠田あゆみ、上原亜衣、あゆみ翼、矢吹京子、水原さな、かのんこゆる、桜木優希音、裕木まゆ、他
- 催眠トランスレイプ、4時間（5月27日、TMA）共演:宇佐美なな、神波多一花、青井いちご、星野あかり、広瀬奈々美（堀口奈津美）、波多野結衣、桜ちずる、風間ゆみ、青木玲、他
- 根っからのち●ぽ好き 尺八大好きベロテクニシャン×27人（5月27日、ケイ・エム・プロデュース）共演:星崎アンリ、あずみ恋、大堀加奈、山口智美、藤北彩香、青木美空、浅間アリス（黒川メイサ）、深田梨菜（深田梨奈）、森ななこ、他
- 秘密のオナニーパーティー、（4）完全版～シ●ウト女性が一夜限りの出演！（5月29日、パラダイステレビ）共演:椿かなり、河西あみ
- TOMAHAWK 総集編 BEST 8時間（6月1日、クリスタル映像）共演:小早川怜子、澁谷果歩、南梨央奈、北川エリカ、香山美桜、舞咲みくに、若菜みなみ、牧瀬愛、芹沢つむぎ、加納綾子、他
- 指入れオナニー30人4時間（6月10日、TMA）共演:神波多一花、星野あかり、音羽あみ、向井藍
- ノーパンパンスト 淫語オナニーすぺしゃる 4時間（6月12日、痴ロモン/妄想族）共演:小早川怜子、佐々木恋海（向井恋）、かすみりさ、竹内紗里奈、栗林里莉、友田彩也香、澤村レイコ（高坂保奈美、高坂ますみ）、結城みさ、夏目優希、他
- びゅびゅびゅびゅっ…ぶっぱぁあぁ！破壊寸前のカメラぶっかけ潮吹き-基本の手マン！淫膣のハメ潮にセルフ潮吹きまで！出る出る出る出るぅ！-（6月17日、SEX Agent）共演:なつめ愛莉、広瀬奈々美（堀口奈津美）、神波多一花、希咲あや、さとう遥希、夏目優希、琥珀うた、瀧川花音、東城華菜
- おひさまからの贈り物。日焼けのロリィーちゃんベスト。（6月30日、ミニマム）共演:富永苺、雪野りこ、一之瀬すず、森川涼花、鶴田かな、さとう愛理
- ぷっくりつるつるオマ●コへ狙い撃ち！！ ぱいぱん×なかだし×BEST たっぷり31人 4時間（7月8日、ケイ・エム・プロデュース）共演:愛須心亜、陽木かれん、桜ちなみ、瀬奈まお、板野有紀、上原花恋、なつめ愛莉、相葉レイカ、青山未来、さとう愛理、他
- 人体固定中出し4時間（7月9日、MOODYZ）共演:二宮沙樹、板垣あずさ、森沢かな（飯岡かなこ）、さとう愛理、水原さな、湊莉久、あべみかこ、AIKA、篠田あゆみ
- 女としてよりヒトとして狂ってるブッ飛び逝き総集編（7月16日、エムズビデオグループ）共演:篠田あゆみ、小早川怜子、希咲エマ（HARUKI、加藤はる希）、羽月希、あゆみ翼、内村りな、青井いちご、高梨あゆみ、西田カリナ、他
- 美少女の殿堂「宇宙企画」制服少女 はじめての 卒業 MEMORIAL BEST 240min（7月22日、ケイ・エム・プロデュース）共演:木下麻季、大島美緒、辻井ゆう、柊木なな（葉山美空）、みなみ愛星
- ケートライブ美少女20人プレミアムベスト（8月22日、ケー・トライブ）共演:あべみかこ、さとう愛理、桃乃れんか、江上しほ、逢月はるな、岡本奈々、加賀美シュナ、鈴原エミリ、牧瀬愛
- 美少女の殿堂「宇宙企画」「お兄ちゃん…大好き」妹系美少女近親相姦 Memorial Best（9月9日、ケイ・エム・プロデュース）共演:穂波紫音、陽木かれん、早乙女ゆい、太田まみ、辻井ゆう、涼宮琴音、小高里保、木下麻季
- 【超】イラマぱいせん！【激】どぴゅっ！、涙目で嬉しそうに自ら喉の奥まで突っ込み精子を絞り取ってくれるイラマチオが普通のフェラだと勘違いしてる先輩たち。怪物ディープスローター14人 4時間（9月25日、ビッグモーカル）共演:大槻ひびき、浜崎真緒、澤村レイコ（高坂保奈美、高坂ますみ）、蓮実クレア、橘ひなた、星咲優菜、川上ゆう（森野雫）、結城みさ、広瀬奈々美（堀口奈津美）、他
- コスプレ美少女乱交BEST 4時間（10月7日、TMA）共演:葵こはる（えりか）、小嶋世奈、未来ひかり、つぼみ、みほの（坂口みほの）、杏咲望、阿部乃みく、逢沢るる、栗林里莉、新條希、他
- 美少女仮面オーロラ（討伐編・電マ編・凌辱編・ふたなり編） 小西まりえ（10月19日、GIGA）
- 【スマホ推奨】羞恥洗脳！ハイグレ人間にされちゃった 2 ハイグレ星人の侵略編（10月21日、ROCKET）共演:佳苗るか、高梨あゆみ、希咲あや、春日野結衣、砂川梨那、小嶋紗由美、朝桐光、川越ゆい、三浦春佳
- 女子校生にパンチラで挑発されパンパンに勃起した欲情ち○ぽをうっとり見つめてもらいながらシコシコしてしまった！！ エッチで無邪気なパンチラJK23人 240分（10月28日、ケイ・エム・プロデュース）共演:葵こはる（えりか）、穂刈みゆき、長谷川しずく、荒木まい、野宮さとみ、西原智美、小川めるる、舞坂仁美、愛須心亜、杏咲望、他
- 女戦闘員＆女幹部ふたなりハードレズアクメ洗脳（11月18日、GIGA）共演:桐原あずさ（伊藤あずさ）、水嶋あい
- 【VR】セクシーハーレム ちょっとHなハプニングVol.2（11月10日、VRプロジェクト）共演:大槻ひびき、大森玲菜、愛須心亜、篠宮ゆり、川越ゆい、荒木まい
- ロケの合間に素の女優さんのオシッコ映像をじっくり撮影（11月20日、プリモ）共演:さとう愛理、なごみ、佳苗るか、原美織、紺野ひかる、篠宮ゆり、南梨央奈
- ちん潮スプラッシュ 男の潮吹きメガMAX 4時間（11月28日、Fetish Box/妄想族）共演:佳苗るか、桜井あゆ、北川エリカ、北条麻妃、小早川怜子、結城みさ、栗林里莉、川上ゆう（森野雫）、夏目優希
- アノ娘の露出はアタシのモノ（12月8日、SODクリエイト）共演:埴生みこ、明海こう（小泉まり）、水城りの、倉科希子
- 恋する美少女たちが本能のままに愛し合う女子校生レズビアン 5組5時間（12月9日、V＆R PRODUCE）共演:篠宮ゆり、芹沢つむぎ、葵こはる（えりか）、桃原まみか、荒木まい、川越ゆい、桜庭うれあ、長谷川夏樹
- 最強属性05 小西まりえ（12月23日、ROCKET）
- 女子校生白濁マン汁ピストンオナニー（12月30日、ゑびすさん/妄想族）共演:鈴森るな、沢城百合、青木麻耶、前田彩七
- 絡みつくベロフェラ濃厚レズ接吻（12月30日、ゑびすさん/妄想族）共演:宮永香織、真田美穂、西口あられ、安達メイ、朝比奈みなみ、今村加奈子、鈴森るな、三浦春佳、ルロア・クララ、

#### 2017年
- 神少女たちのもんのすごい痴女テク！ベスト（1月16日、ドグマ）共演:堤さやか、紋舞らん、江口美貴、桃咲あい（江藤ひな）、宇佐美なな、舞園かりん、渋谷美希、麻里梨夏、なごみ、他
- 女同士のTHE、GAMANバトル 5番勝負（1月19日、ROCKET）共演:丸山れおな、宮崎あや、眞ゆみ恵麻
- 焦らし・寸止め大歓迎！尿道の穴が広がってくるほどおしゃぶりや手淫で僕の汁だくチ○ポを責めて下さい！！4時間12名（1月23日、プリモ）共演:大槻ひびき、川上ゆう（森野雫）、阿部乃みく、有村千佳、澤村レイコ（高坂保奈美、高坂ますみ）、上原花恋、小早川怜子、佳苗るか、冴島かおり、他
- もしかして、確信犯？いま目が合ったのに彼女の脚は開いたまま？噂のパンモロ見せつけっぱなし挑発！！20人、4時間（1月27日、ケイ・エム・プロデュース）共演:者：琥珀うた、宮野麻奈果、さとう遥希、枢木みかん、春山彩香、鈴森汐那、有本紗世、鈴原エミリ、市川とわ、立花くるみ
- 過敏な乳首 舐められて勃起する乳首レズビアン（1月29日、ゑびすさん/妄想族）共演:今村加奈子、鈴森るな、三浦春佳、春日部このは、成瀬まりか、日高結愛、久我かのん、ルロア・クララ、篠岬ことみ
- 本物レズビアンの女の子 レズ作品限定AVデビュー！！ 富田あおい（2月23日、ビビアン）共演:麻里梨夏、富田あおい
- ヌキサシバッチリ！ディルドオナニー＆騎乗位SEX 根元まで咥え込み、穴の奥深くをかき回す発情ま○娘達（2月24日、ケイ・エム・プロデュース）共演:大森玲菜、長谷川夏樹、綾瀬ゆい、千星はるか、鈴森汐那、工藤美紗、白咲碧、高瀬杏、黒澤エレン、他
- 【襲来】皮被り大好き女。包茎チ○ポが大好きな痴女が丁寧にフェラ＆手コキ＆セックスで淫語責め大量射精。4時間12人（2月25日、ビッグモーカル）共演:者：桜井あゆ、波多野結衣、阿部乃みく、藤咲セイラ、有村千佳、瀬名あゆむ（広瀬藍子）、一ノ瀬アメリ（美空あやか、栗栖エリカ）、初美沙希、栗林里莉、他
- 【VR】お見舞いに来ている彼女にバレないようにナースとこっそり囁き淫語中出しSEX 2 小西まりえ（3月10日、SODクリエイト）
- 【VR】欲求不満のナースたちにかわるがわるチ○ポを奪われ全員に中出しを求められるハーレムSEXスペシャル！（3月10日、SODクリエイト）共演:涼川絢音、なごみ、羽月希
- 【VR】4人に囲まれひたすら顔騎おま○こドアップ潮吹き見せつけオナニー（3月10日、SODクリエイト）共演:涼川絢音、なごみ、羽月希
- 【VR】唾液べちょべちょベロキス全身舐め痴女淫語Wチ○ポ責め 小悪魔ロリ妹編（3月10日、SODクリエイト）共演:なごみ
- 【VR】4人の痴女美人に囲まれひたすら淫語責めされ続ける密着ハーレムフェラチオ（3月10日、SODクリエイト）共演:涼川絢音、なごみ、羽月希
- 【VR】涎まみれのどじゃくり口淫ディープスロート優しい淫語で涙目喉奥Wフェラ（3月10日、SODクリエイト）共演:涼川絢音
- AV女優が撮影現場に来たらいきなりSEX BEST vol.1（4月5日、グローリークエスト）共演:椎名ゆな、夏目優希、江波りゅう（RYU)、南梨央奈、浜崎真緒、瞳、星海レイカ、杏美月、本田莉子、吉永あかね、他
- お尻だらけのケツ穴御開帳学園 新学期Ver.（4月6日、ROCKET）共演:：星乃ゆづき、花咲りお、横山夏希
- 首絞めハードFUCKベスト（4月16日、ドグマ）共演:桃瀬ゆり、かすみ果穂、羽月希、原美織、萌雨らめ、樹花凜（七咲楓花）、希咲エマ（HARUKI、加藤はる希）、辻井ゆう、有本紗世、他
- 口マ○コしゃぶり上げフェラチオベスト（4月16日、ドグマ）共演:KAORI、裕木まゆ、前田のの（菊池ひなの）、安野由美、神ユキ、葉山めい、AIKA、浜崎真緒、桐島美奈子、若槻みづな、他
- 神ブルマ 14 T●MBOW【4●580-89】ポリエステル100％ヒップ81cmまりえ 小西まりえ（4月20日、親父の個撮）
- 施術中エステティシャンまるごと全員に種くばり（4月22日、ズッコン/バッコン）共演:宮沢ゆかり、栗原ゆい、河北はるな、北村玲奈、中川絢音、丸山れおな、立花まゆ、青木真奈美
- アナル解禁女子校生アナルレズビアン 宮沢ゆかり 小西まりえ（4月22日、ビビアン）共演:宮沢ゆかり
- 女子校生がセックスを妄想しながらバイノーラルオナニー（4月24日、OFFICE K’S）共演:明海こう（小泉まり）、ひなたりこ、双葉かえで、はるのるみ
- JKぬるぬるおま●こダンシングオナニー（4月24日、OFFICE K’S）共演:はるのるみ、藍奈みずき、双葉かえで、ひなたりこ
- 局部アップでオカズにどうぞ！ パイパンで淫語オナニーに没頭してイキ狂うオマ○コくぱぁ美女12人4時間～（4月25日、ビッグモーカル）共演:長谷川夏樹、上原花恋、藤本紫媛、早川瑞希、一条リオン、鈴原エミリ、松岡セイラ
- 小便専用 人間便器（5月3日、OFFICE K’S）共演:宮沢ゆかり、玉木くるみ、若槻美香、宮崎あや、花咲りこ、あやね遥菜、夏野めぐみ、水川愛莉、優希絵理奈
- 彼氏と待ち合わせ中の素人お嬢さん限定！色々な物を代わるがわる咥えながら彼氏と電話でクイズに挑戦して高額賞金ゲットしてみませんか？（5月19日、ATOM）他出演:成海さやか、桃瀬ゆり、斉藤みゆ、今井まい
- 激しく腰を振るコスプレイヤー騎乗位 8時間（5月26日、TMA）共演:小椋あずき、跡美しゅり、水野朝陽、逢沢るる、葉月可恋、小鳥遊はる、早乙女ルイ、舞咲みくに、板野有紀、仁科百華、他
- 咽喉奥直撃！奴隷化した女子校生達の終わらないイラマチオ地獄！（7月14日、V＆R PRODUCE）共演:河音くるみ、涼海みさ、逢沢るる、阿部乃みく、白井まい、さくらここる、有本紗世、前田のの（菊池ひなの）、篠宮ゆり
- 吊り責め縄酔いベスト（7月16日、ドグマ）共演:宮崎あや、森はるら、かすみ果穂、水野朝陽、希咲エマ（HARUKI、加藤はる希）、篠宮ゆり、樹花凜（七咲楓花）、みづなれい（みずなれい）、美咲結衣、久我かのん、他
- 【スマホ推奨】お尻だらけのケツ穴御開帳学園 新学期Ver.（9月6日、ROCKET）共演:星乃ゆづき、花咲りお、横山夏希
- 染み出るおしっこオナニー、成人女性の恥じらいノンストップ放尿（9月20日、レイディックス）共演:涼海みさ、清本玲奈、咲坂花恋、菊池つぼみ、小山ゆき
- 性欲過多な女たちの絶倫オナニーベスト（10月15日、ドグマ）共演:桜咲姫莉、横山みれい、葵千恵、松うらら、乙葉ななせ、なごみ、千乃あずみ、有本紗世、舞園かりん、他
- 本気汁！潮吹くレズビアンBEST4時間（11月10日、U＆K）共演:浜崎真緒、野宮さとみ、江上しほ、本庄優花、櫻井ともか、若槻みづな、まりか、あいかわ優衣、篠宮ゆり、他
- 魅惑の制服レズ4時間（11月24日、ケイ・エム・プロデュース）共演:ましろあい、一ノ瀬瑠璃、川原里奈、若月まりあ、椎名ゆうき、白咲碧、前田さおり、有本紗世、猫田りく、他
- 愛娘と禁断の生姦交尾12人4時間（12月1日、グレイズ）共演:川上あき、楓ゆうか、板垣あずさ、堀口真希、ひなのりく、石川流花、篠宮ゆり、乙葉ななせ、武藤つぐみ、他
- ビビアン 2017年上半期コンプリートBEST 8時間（12月2日、ビビアン）共演:椎名そら、月島ななこ、きみと歩実、加納綾子、北川ゆず、神波多一花、AIKA、斉藤みゆ、一条綺美香、紺野ひかる、他
- ミッドナイト×スクランブル‐大学生活最後のゼミ合宿‐（12月7日、SILK LABO）共演:愛花みちる / 有馬芳彦、北野翔太、夏目哉大、上原千明
- ガチンコレズ貝合わせ相撲～Tribbing fight～（12月7日、ROCKET）共演:黒木いくみ、浜崎真緒、碧しの（篠めぐみ）
- JKぬるぬるオ●ンコディルドオナニー超ベスト！！白濁汁を垂らしながらディルドでイキまくる女子●生たち（12月8日、OFFICE K’S）共演:武藤つぐみ、春山めい、桃宮もも、葵こはる（えりか）、有本紗世、辻井ゆう、星まりあ、沙藤ユリ、小西まりえ、朝倉ことみ
- 過敏な乳首 舐められて勃起する乳首レズビアン 6（12月17日、ゑびすさん/妄想族）共演:篠崎みお、牧野れいな、咲羽優衣香、久我かのん、日高結愛、愛野ももな、葵千恵、小春、神楽アイネ
- 激オコぷんぷん！罵り唾吐きツンデレ少女 M男妄想 主観映像（12月20日、レイディックス）共演:あおいれな、若月まりあ、月野ゆりあ、鈴森のあ
- お嬢ちゃんのお股見せて◆ まりえちゃん（18） くぱぁしてくれる少女 小西まりえ（12月20日、レイディックス）
- 悶絶洪水！鬼イカセ！大量潮吹き50人4時間（12月22日、ケイ・エム・プロデュース）共演:向井藍、一条リオン、波多野結衣、神波多一花、竹内紗里奈、琥珀うた、浜崎真緒、成瀬心美（ここみ）、JULIA、上原亜衣、他

#### 2018年
- ガチ生ガブ呑み中出し性交（1月5日、ワープエンタテインメント）共演:倉多まお、篠宮ゆり、小泉真希、尾上若葉、中里美穂、瀧川花音、葵こはる（えりか）、成宮ルリ、原千草
- 最強属性18 小西まりえ（1月5日、プレステージ）
- バック拘束ハードピストンベスト（1月14日、ドグマ）共演:者：あいぶらん（蜜井とわ）、浜崎りお（森下えりか、篠原絵梨香）、野中あんり、つぼみ、星川麻紀、水野朝陽、原美織、辻井ゆう、丘咲エミリ、他
- ベロ唾液フェチズム（1月14日、ゑびすさん/妄想族）共演:牧野れいな、片瀬美咲、久我かのん、小春
- アナルぶち抜き悶絶アクメ、20人4時間（1月26日、ケイ・エム・プロデュース）共演:水嶋あい、桜ちずる、篠田ゆう、美咲結衣、沙藤ユリ、浅乃ハルミ、宇佐美なな、上原亜衣、篠宮ゆり、真白希実、他
- ツルペタロリ系美少女アイドル18歳大全集BOX 16時間（1月31日、TMA）共演:逢月はるな、碧木凛、秋山彩、跡美しゅり、初芽里奈、琴羽雫、星名愛美、河愛杏里、加賀美シュナ、小川めるる、他
- 引き裂きアナル拷姦 小西まりえ（2月10日、ヴィ）
- 美女の腋 匂い舐めぶっかけ鑑賞（2月16日、ゑびすさん/妄想族）共演:川越ゆい、片瀬美咲、久我かのん、小春、日比乃さとみ、なつめ愛莉、日高結愛
- 盗撮 デリヘル嬢と0円で本番プレイを楽しむ方法教えます。（2月16日、ツーベース）共演:双葉かえで、西尾れむ、あやね遥菜、波木真由、水川愛莉、桐谷まほ
- 巨大熟女襲来！ジャイアンティス小早川怜子（2月22日、ROCKET）共演:小早川怜子、卯水咲流
- つるりんま○こパイパン美少女 スジマンドアップ＆挑発オナニー（2月23日、ケイ・エム・プロデュース）共演:ほのかまゆ、荒木まい、初芽里奈、愛代さやか、春日野結衣、彩城ゆりな、河西あみ、蛯名りな、南梨央奈
- パンストフェティッシュ挑発淫語オナニー（3月16日、ゑびすさん/妄想族）共演:小春、なつめ愛莉、阿部乃みく、玉木くるみ、希咲あや
- パンストレッグ フェティッシュレズビアン（3月25日、ゑびすさん/妄想族）共演:小春、なつめ愛莉、日比乃さとみ、阿部乃みく、斉藤みゆ、希咲あや、桃瀬ゆり
- 女同士で二穴を掘る！ レズビアンアナル調教BEST4時間（4月7日、ビビアン）共演:宇佐美なな、篠宮ゆり、高梨あゆみ、朝倉ことみ、羽月希、風間ゆみ、加納綾子、山本美和子、中里美穂、神納花、他
- 妹ぱらだいす！3 ～お兄ちゃんと5人の妹のすご～く！エッチしまくりな毎日～part.1（4月14日、無垢）共演:浅田結梨、NIMO、宮沢ゆかり、西宮このみ
- 失禁イカセ責めベスト（4月15日、ドグマ）共演:泉まりん、Rico、瞳れん、松下ゆうか（愛乃彩音、藤咲ゆうか）、南梨央奈、妃乃ひかり、山口エリカ、辻井ゆう、羽月希、かすみ果穂、他
- 婦人科健診エステレズビアン（4月29日、ゑびすさん/妄想族）共演:咲羽優衣香、立花まゆ、春日野結衣、東杏果、小春
- 徹底スパンキング責めベスト（5月18日、ドグマ）共演:村西まりな、野中あんり、川上ゆう、妃乃ひかり、斉藤みゆ、原美織、辻井ゆう、有本紗世、萌雨らめ、他
- パンチラ好きのあなたがフルボッキで思わずシコシコしてしまう！ぷくまん＆すじまん＆よじれまんパンチラ（5月25日、ケイ・エム・プロデュース）共演:乙葉ななせ、武藤つぐみ、大森玲菜、なつめ愛莉、江上しほ、なごみ、唯川千尋、夏希のあ、杏堂怜、他
- 【素人ギャル個撮初ハメ撮り体験】 爺専パイパン小悪魔 小西まりえ（5月25日、シャーク）
- AV女優が一般男性に仕掛ける超ドッキリ！誘惑エロチューブ Vol.1（6月7日、ROCKET）共演:海空花、星川凛々花
- 妹ぱらだいす！3 part.2 ～お兄ちゃんと5人の妹のすご～く！エッチしまくりな毎日～（6月9日、無垢）共演:浅田結梨、NIMO、宮沢ゆかり、西宮このみ
- ムッチリ女子校生ブルマ 小西まりえ 川越ゆい（6月18日、デジタルアーク）共演:川越ゆい
- 唾液テカテカ変態的顔面舐めレズビアン（6月24日、ゑびすさん/妄想族）共演:咲羽優衣香、立花まゆ、武藤つぐみ、はるのるみ、日高結愛、小春、斉藤みゆ、羽生ありさ、神楽アイネ
- お兄ちゃんにオナニー見られてSEXしちゃう妹 小西まりえ（6月26日、エロタイム）
- バブみをこじらせた兄が妹にオギャりたくて女体化してみた。（7月7日、山と空）共演：あけみみう
- イクイク早漏妹と排卵日子作り生活 ACT.008（7月13日、ケイ・エム・プロデュース/REAL）
- 完全主観 唾吐き罵り娘。47人 連れて行こうか今から唾液天国へ♪罵倒天国へ♪（7月20日、レイディックス）他出演：佐々木あき、浜崎真緒、川上ゆう 他
- スペレズごっくん 猫耳中出しSEX（8月2日、MILK）共演：南梨央奈
- 汗だく女体を舐めるレズビアン（9月1日、ゑびすさん/妄想族）共演：鳴海小春／他出演：日高結愛、神楽アイネ、藤田里佳子、葉月もえ、宮沢ゆかり
- プリ尻スク水女子校生 お尻が大っきいから下尻ハミケツ水着（9月7日、デジタルアーク）共演：川越ゆい
- アートガーディアン舞 美少女レズビアン暗殺者の罠（9月14日、GIGA）共演：紺野ひかる、葉月もえ
- 女レイプハンターヒーロー凌辱 ～最凶姉妹に喰われるスーパーヒーロー達～（9月14日、GIGA）共演：丸山れおな
- 小悪魔な姪っ子たちが発情期で困っています!（9月19日、ドグマ）他出演：舞園かりん、麻里梨夏、跡美しゅり
- 羞恥絶叫ウォータースライダー（10月11日、ROCKET）他出演：咲々原リン、美月まい、涼海みさ
- 家政婦を飼う女 レズビアンお嬢様に雇われて…（11月7日、ビビアン）共演：今井麻衣
- 喧嘩から始まるストリートレズバトル（11月22日、ROCKET）共演：三苫うみ、川越ゆい、柳川まこ
- たかーい たかーい! ロ●ータ 空中パンパン（12月6日、MILK）
- スーパーヒロイン危機一髪!! Vol.75 ～脅迫! セーラーミント性奴隷地獄～（12月14日、GIGA）共演：沖田里緒

#### 2019年
- SUPER HEROINE アクションウォーズ 24 ～宇宙特捜アミーVS女レイプハンター～（1月11日、GIGA）共演：沖田里緒
- レズ痴漢×復讐レズバトル（2月7日、ROCKET）共演：原さくら、野々宮みさと
- いつでも即尺! どこでもフェラチオ! おしゃぶりハーレム痴女メイド（2月13日、アイデアポケット）共演：亜矢瀬もな、川菜美鈴、宮崎あや
- スーパーヒロインドミネーション地獄 37 レイストーム（3月8日、GIGA）共演：桐山結羽
- 解禁! マ○コ会 飲尿 浴尿レズビアン 完全ノーカットスペシャル（4月4日、MILK）共演：南梨央奈、川越ゆい
- 貧乳娘のチクビクっと敏感ナマ中出し4時間（4月26日、ケイ・エム・プロデュース/REAL）他出演：向井藍、武藤つぐみ、長谷川夏樹、あゆみ翼、加賀美シュナ
- レズテクNO.1決定戦台本なしのイカセ合いバトル! DOCUMENT LESBIAN 2019 ガチレズセックス大乱交（5月7日、ビビアン）共演：美谷朱里、塚田詩織、原さくら、あおいれな 、星奈あい、神納花
- 溜めて! 愛液一升瓶（5月20日、レイディックス）
- イニシアティブ（12月24日、SILK LABO）共演：及川大智

- 小西まりえの媚薬ガンギマリなう! キメパコ中出しSEXうぇーい!!（10月3日、MILK）
- 最強属性特別編 3周年記念（12月20日、プレステージ/最強属性）共演：川越ゆい

#### 2020年
- 黒パンストの下半身が卑猥にクネるオナニー快楽（1月13日、セレブの友）共演：石川ありす／他出演：波多野結衣、大槻ひびき、星あめり、渚みつき、野々原なずな、花宮レイ、東山想葉、松衣優奈、鈴華はる、本橋実来、明海こう、玉木くるみ、佐野あい
- マ○コ会、奪い愛。寝取り寝取られ修羅場NTR（2月13日、MILK）共演：南梨央奈、川越ゆい
- 父の再婚相手の連れ子は毎日喧嘩するほど仲の悪いクラスメイトだった。両親に心配をかけたくない私達は声を押し殺して女同士の喧嘩をするようになった。喘ぎ声とイキ我慢をする新感覚喧嘩レズバトル（2月20日、ROCKET）共演：神楽アイネ
- 黒人と遊びたいビッチちゃん 黒髪華奢美少女は黒人チ●ポにぶっ壊された!（2月22日、シャーク）
- マ○コ会 極上ハーレムソープランド（3月12日、MILK）共演：南梨央奈、川越ゆい
- 盗撮エステ! 勝手に配信中!! 妹系美少女（6月13日、AV/フリーマーケット）他出演：篠宮ゆり
- マン汁染み出し直穿きエロジャージで性欲暴発エクササイズ!!（7月25日、オイスター海運/ソードフィッシュ）他出演：八尋麻衣、新村あかり

### 女性向けアダルトDVD
- 素直になれない恋人たち 3rd season（2019年3月7日、SILK LABO）共演：有馬芳彦／他出演：波多野結衣、北野翔太、石川祐奈、上原千明

### アダルトVR
- セクシーハーレム ちょっとHなハプニング Vol.2（11月10日、VRプロジェクト）共演：大槻ひびき、大森玲菜、愛須心亜、篠宮ゆり、荒木まい、川越ゆい

- お見舞いに来ている彼女にバレないようにナースとこっそり囁き淫語中出しSEX  2（3月10日、SODVR）
- 欲求不満のナースたちにかわるがわるチ○ポを奪われ全員に中出しを求められるハーレムSEXスペシャル!（3月10日、SODVR）共演：涼川絢音、なごみ、羽月希
- 4人に囲まれひたすら顔騎おま○こドアップ潮吹き見せつけオナニー（3月10日、SODVR）共演：涼川絢音、なごみ、羽月希
- 唾液べちょべちょベロキス全身舐め痴女淫語Wチ○ポ責め 小悪魔ロリ妹編（3月10日、SODVR）共演：なごみ
- 4人の痴女美人に囲まれひたすら淫語責めされ続ける密着ハーレムフェラチオ（3月10日、SODVR）共演：涼川絢音、なごみ、羽月希
- 涎まみれのどじゃくり口淫ディープスロート優しい淫語で涙目喉奥Wフェラ（3月10日、SODVR）共演：涼川絢音

- 私たちの女教師レズペット（8月17日、SODVR）共演：飯倉芽衣
- 飲尿JOI 女子○生に罵倒され、焦らされながら唾、マン汁を味わい最後は滝の如く顔面に迫るおしっこを飲めるVR（10月19日、SODVR）共演：桐山結羽
- 超リアル 電車痴漢 2（10月26日、SODVR）他出演：桐山結羽
- 10穴アナル中出しFUCK（12月20日、エロタイムVR）共演：南梨央奈、山井すず、涼海みさ、咲坂花恋

- 唾飲みVR 2 - 美女の唾厳選12名スペシャル!（1月10日、SODVR）他出演：栄川乃亜、唯井まひろ、小倉由菜、竹田ゆめ、紗凪美羽、桜木優希音、神坂ひなの 他
- ゾンビVR 『死霊彼女の誕生』（2月1日、SODVR）
- 足裏フェチVR（2月1日、SODVR）他出演：市川まさみ、古川いおり、持田栞里、胡桃沢ももこ、後藤里香、あまねめぐり 他
- バレンタイン告白VR（2月7日、SODVR）共演：戸田真琴、かなで自由、森はるら、明海こう 他
- 青空CFNM 保健の授業で全裸オナニーを見せることになった僕（2月22日、SODVR）共演：明海こう、かなで自由、森はるら、天希ユリナ
- 尻フェチVR ケツ丸出しの美少女3人が自慢のお尻でケツ振り誘惑! 見せつけくぱぁ! リアルバッククンニ目線!（3月1日、SODVR）共演：明海こう、かなで自由
- 唾飲みVR3 ハーレム唾たらしSP（3月22日、SODVR）他出演：阿部乃みく、雛菊つばさ、真木今日子、高波奈々未、ゆずき結花、小谷みのり、藍色りりか、香山亜衣、浅美結花 他
- 美少女達とDキス・唾飲み・パンティ嗅ぎ・乳もみ・アナル指入れ（8月6日、エロタイムVR）共演：南梨央奈、山井すず、涼海みさ、咲坂花恋
- 5穴アナルおもちゃ責めVR（8月10日、エロタイムVR）共演：南梨央奈、山井すず、涼海みさ、咲坂花恋
- 新感覚! 妹声萌え VR もしもエロVR鑑賞中に実の妹に声をかけられ、ゴーグルを取らせてもらえずに耳元でエッチな言葉をずぅ～っと囁かれたら…（10月11日、ナチュラルハイVR）

- 座位&バックで抜き挿しパコパコを楽しむアナル乱交（7月3日、エロタイムVR）共演：南梨央奈、山井すず、涼海みさ、咲坂花恋
- VR 誘拐（7月15日、ROOKIE VR）他出演：若槻さくら、愛里るい、加藤ももか、あまね弥生、あおいれな、石原理央
- 騎乗位でアヘアヘしながら自らケツを振る女達を眺め王様気分を楽しむアナル乱交（7月17日、エロタイムVR）共演：南梨央奈、山井すず、涼海みさ、咲坂花恋

## 出演

### Web配信
- セクシー女優と〇秘トーク（2014年5月30日、ニコニコ生放送、TMA）共演:友田彩也香、鳴沢賢一[11]
- みんなのおもちゃ_ライト（2014年9月13日、ニコニコ生放送）共演:大島薫、河西あみ、阿部乃みく、篠宮ゆり、カジ
- みんなのおもちゃ_ライト（2014年10月11日、ニコニコ生放送）共演:篠宮ゆり、乙葉ななせ、稲葉由香、カジ
- きのう誰食べた？（2014年10月15日、ニコニコ生放送、Ustream、BUBKA、トイズハート）共演:大坪ケムタ、DJ急行[12]
- SPGに2016年8月登場 SPG(Special Photo Gallery)
- トイズハートプレゼンツ「とりあえずナマで！」（2018年9月9日、YouTube トイズハートチャンネル）＊第５回ゲスト[13][14]
- エロスの晩餐 タベドリ 仕事終わりのAV女優と食事デートをしてみたら…（2018年10月16日 - 11月6日、AbemaTV）[15]

### テレビ
- 阿部乃ちゃんねる（2015年7月5日、8月2日、エンタ!959）
- ビ〜チ9（2015年8月、テレビ埼玉）※マンスリーゲスト
- 美女が“用を足す小”音色をみんなで鑑賞する会Vol.1（2019年9月19日、パラダイステレビ）[16]